# Модерн (журнал)
«Модерн» — научно-популярный и литературно-художественный российский журнал, выпускаемый Объединённым фондом социально-экономических исследований развития архитектуры, науки, культуры и искусства «Единство». Выходил с 2000 по 2009 год с периодичностью шесть номеров ежегодно. Позиционировался, как коллекционное издание,.

## История
Целевой аудиторией журнала являлась творческая и научно-техническая интеллигенция. Журнал заполнял нишу интереса к духовным поискам и новейшим научным открытиям начала двадцать первого века.
Название «Модерн» соответствовало эстетике и оформлению страниц нового журнала, поскольку стиль классического модерна был характерен для времени предыдущей смены веков (конец 19- начало 20 века)
Концепцию журнала разработали профессор, доктор наук Михаил Харит, художник-сценограф Борис Краснов, журналист, литературовед и историк Елена Хачатурян.
Бессменным главным редактором стала Елена Хачатурян.
В соответствие с концепцией создателей журнала каждый разворот страниц должен был представлять законченную картину в стиле классического модерна с элементами чувственного эротизма, плавными изогнутыми линиями вьющихся растений, характерной цветовой приглушённой гаммой: цвет увядшей розы, табачные цвета, жемчужно-серые, серо-голубые, пыльно-сиреневые тона и т. п. Поля всех страниц были оформлены рисунками и орнаментами, свойственными печатной продукции классического модерна конца 19-начала 20 века
Концепция журнала «Модерн» была запатентована и зарегистрирована как объект интеллектуальной собственности в Российском авторском обществе (РАО).
Журнал издавал Некоммерческий Фонд "Объединенный Фонд соц.-эконом. исслед. развития архитектуры, науки, культуры и искусства «Единство»
Журнал издавался с января 2000 по декабрь 2009 года. В 2002 году открылся клуб «Гостиная журнала „Модерн“».
Авторами статей журнала были: Бехтерева Н. П., Харит М. Д., Лонго Ю. А., Правдивцев В. Л., Павел и Тамара Глоба, Свияш А. Г., Голяков Я. А., Григорий Кваша, Игорь Исаев и др.
В разные годы с журналом сотрудничали и участвовали в фотосессиях В. Жириновский,Павел и Тамара Глоба, В. Леонтьев, Д. Нагиев, Р.Виктюк, Михаил Пореченков, К. Хабенский, Алсу, Алла Духова, Е.Симачев, Дмитрий Бозин, Александра Буданова, Амалия Мордвинова, Анна Назарьева, Сергей Глушко, Михаил Горевой, Андрей Малахов, Наташа Королёва и многие известные политики, режиссёры, актёры.
Главным художником журнала работала Елена Мартынюк,.
В период 2004—2006 годов в подзаголовке журнала было указано «Журнал духовного поиска»,.
Журнал выходил раз в два месяца. Тираж в разные годы составлял от 20.000 до 90.000 экземпляров..
Журнал был закрыт в 2009 году.

## Тематические разделы журнала
- Архитектура и искусство
- Философия и религия
- Путешествия
- Непознанное
- Мир моды
- Здоровье